# Краљ Артур и витезови Округлог стола
Краљ Артур и витезови Округлог стола (енгл. The Story of King Arthur and His Knights; „Прича о краљу Артуру и његовим витезовима”) је дечји роман америчког писца и илустратора Хауарда Пајла. Књига представља збирку различитих прича које је Пајл прилагодио, а које се односе на легендарног британског краља Артура и одабране витезове Округлог стола. Пајлова верзија почиње са Артуром у младости и наставља се кроз бројне приче о храбрости, романси, тешкоћама, биткама и витештву.
Пајлова обрада представља америчку адаптацију традиционалних енглеских прича о артуријанским легендама. Иако садржи нека јединствена улепшавања, у великој мери се ослања на претходне верзије, као што су The Boy's King Arthur (1880) од Сиднија Ланијера; Idylls of the King (1859–1885) Алфреда Тенисона; The Legends of King Arthur and His Knights (1860) Џејмса Томаса Ноулса; и Смрт Артурова (1485) Томаса Малорија, која представља примарни изворни материјал за све горе наведене књиге.

## Радња

### Књига о краљу Артуру
Први део романа, под називом „Књига о краљу Артуру”, садржи три одвојене приче: „Освајање краљевства”, „Освајање мача” и „Освајање краљице”.

#### Освајање краљевства
Утер Пендрагон, краљ Британије, жени се Игрeјн, удовицом војводе од Тинтаџела, са којом добија сина Артура. Страхујући за дечаков живот након што је предвидео Утерову скору смрт, чаробњак Мерлин убеђује краља да дозволи њему и сер Улфијусу да у тајности одведу дете. Они новорођеног Артура предају на старање сер Ектору, који га одгаја као сопственог сина, не знајући за његово краљевско порекло. Као што је и проречено, Утер убрзо умире, а краљевство запада у хаос и безвлашће, без јасног наследника престола.
Осамнаест година касније, надбискуп кентерберијски моли Мерлина да помогне у враћању мира у земљу. Мерлин је прорекао да ће се ускоро појавити праведан и мудар краљ, директни Утеров потомак. Да би открио тог истинског краља, Мерлин је помоћу чаролије забио мач у наковањ који је стајао на мермерном камену. Надбискуп је позвао све племиће да се окупе на великом турниру у Лондону за Божић и покушају да извуку мач.
На турнир долази и сер Ектор са сином сер Кејом и Артуром, његовим штитоношом. Кеј током једне борбе на турниру губи свој мач и тражи од Артура да му донесе други. У немогућности да пронађе други мач, Артур, видевши мач забоден у наковањ, лако га извлачи и доноси га Кеју. Кеј, свестан значаја мача, претвара се да га је лично извукао из камена, али сер Ектор није убеђен у то. Тражи од њега да га врати у наковањ и поново извуче. Кеј не успева у томе, али Артуру то поново полази за руком. Сер Ектор пада на колена пред Артуром и открива да му није прави отац, док Мерлин објашњава окупљенима Артурово право порекло. Многи прихватају Артура као новог краља, али неки великаши то одбијају и припремају се за рат. Уз Мерлина као саветника, краљ Артур побеђује своје непријатеље и успоставља мир у краљевству.

#### Освајање мача
Краљ Артур губи у двобоју од свог непријатеља, краља Пелинора, и задобија многе ране. Мерлин саветује Артура да потражи Екскалибур, веома моћан мач. Са упутствима која му је дала Госпа од Језера, Артур узима Екскалибур. Потом поново среће Пелинора и побеђује га уз помоћ новог моћног мача. После тога, њих двојица се помире и постају савезници.

#### Освајање краљице
Краљ Артур је очаран госпом Гиневром, ћерком Артуровог пријатеља краља Леодегранса. У покушају да освоји њену љубав, Артур посећује Камелијард, замак њеног оца. Уз Мерлинову помоћ, Артур се прерушава у сељанина и ради као баштован испод Гиневрине куле.
Краљ Рајенс прети Леодегрансу и захтева да војводи од Северног Амбера буде дозвољено да се ожени Гиневром. Војвода узнемирава становнике Камелијарда парадирајући испред замка и позивајући некога да га изазове на двобој. Артур прихвата изазов и побеђује војводу. Након победе, Артур путује кроз земљу и сусреће своје витезове, сер Герента, сер Гавејна, сер Ивејна и сер Пелијаса. Артур их све побеђује у борби и захтева њихову послушност.
Артур, прерушен у сељанина, враћа се у Камелијард, где га поново изазива војвода. Артур заповеда својим новим витезовима да му се покоре и тражи да буду Гиневрини заштитници. Артур и његови витезови побеђују војводу и његове саборце. Након битке, Артур се открива краљу Леодегрансу и тражи руку његове ћерке. Као свадбени мираз, краљ Леодегранс му поклања Округли сто који је припадао краљу Утеру.

### Књига о тројици достојанственика
Други део романа, под називом „Књига о тројици достојанственика”, садржи три приче: „Прича о Мерлину”, „Прича о Пелијасу” и „Прича о Гавејну”.

#### Прича о Мерлину
Мерлин потпада под чари амбициозне младе чаробнице по имену Вивијен, ученице краљице Моргане ле Феј, полусестре краља Артура. Моргана жели да се освети Артуру јер није изабрао њеног сина, сер Бадемагуса, за витеза Округлог стола. Мерлин учи Вивијен свему што зна, али она користи његове лекције да направи отров који га онеспособљава. Мерлин, кратко пре своје смрти, прориче да ће Артур имати невоља, а чаробњакова жеља на самртном часу је да Вивијен спасе Артура. Вивијен затим сахрањује Мерлина живог, али обећава да ће помоћи Артуру.
За то време, краљ Артур и сер Акалон се изгубе током лова. Њих двојица виде брод који пристаје на обалу. Бродом управљају виле које Артуру и Акалону нуде гозбу и собе за ноћ. Артур се наредног јутра буди као затвореник у тамници сер Домаса ле Ноара, а једини начин да побегне је борба против сер Онцлејка, Домасовог брата. Акалон се буди на чудном месту са лепом девојком. Она га моли да се бори за сер Онцлејка против сер Домаса и нуди му Екскалибур, који је Моргана украла Артуру, као награду ако прихвати.
Артур и Акалон, не препознајући један другог, воде крваву и тешку борбу. Вивијен успева да спаси Артура и лечи га од добијених рана. Када Артур замоли Вивијен да помогне Акалону, она лаже и тврди да нема више свог чудотворног мелема. Акалон умире од рана. Моргана, док Артур спава, краде корице Екскалибура, које њиховог носиоца спречавају да буде рањен, и баца их назад у језеро.
Када се Артур пробуди, бесан је; он, Вивијен и његови људи трагају за Морганом. Моргана се претвара у стену, али Вивијен је препознаје и моли Артура да је убије. Међутим, Артур опрашта својој сестри, што разбешњава Вивијен.

#### Прича о сер Пелијасу
Док су краљица Гиневра, њени дворани и сер Пелијас ван Камелота, прилази им девојка по имену Парсенет. Девојка објашњава да је дошла да види да ли је краљица лепша од њене господарице, госпе Етард, која је у свом крају позната као најлепша жена на свету. Сер Пелијас пристаје да оде у Грантмесл, дом госпе Етард, како би решио питање са њеним витезом, сер Енгамором од Малверата.
Док Парсенет и сер Пелијас путују ка Грантмеслу, пролазе кроз легендарну Шуму авантуре. Тамо налазе старицу која тражи помоћ да пређе поток. Сер Пелијас јој помаже да се попне на његовог коња и прелази поток. Витез помаже жени да сиђе с коња, а она се претвара у Госпу од Језера. Госпа даје Пелијасу прелепу чаробну огрлицу која чини да га обожавају сви који га виде. Под утицајем огрлице, госпа Етард се заљубљује у Пелијаса и тражи да јој позајми огрлицу. Када је госпа стави, сер Пелијас се дубоко заљубљује у њу, док госпа Етард више не осећа љубав према њему. Сер Пелијас се понижава због своје неузвраћене љубави.
Госпа од Језера говори сер Гавејну да оде у Грантмесл и да врати разум сер Пелијасу. Пелијас прихвата његову помоћ, и заједно осмишљавају план, али сер Гавејн је омађијан госпом Етард. Пелијас и Гавејн се боре, при чему Пелијас, иако победник, задобија тешку рану. Пелијас, на ивици смрти, доведен је у капелу једног пустињака исцелитеља. Госпа од Језера долази, узима огрлицу и оживљава Пелијаса својим напитком. Иако је Пелијас враћен у живот, он више није потпуно смртан; сада је пола смртник, пола вила. Госпа од Језера и сер Пелијас путују у вилински град скривен на језеру где се венчавају.

#### Прича о сер Гавејну
Краљ Артур и његови дворани једном приликом виде белог пса како јури белог јелена. Одмах затим, виде како витеза и госпу напада други витез, који побеђује витеза и отима жену. На захтев краља Артура, сер Гавејн и његов брат Гахерис крећу да открију значење ових догађаја. Гавејн и Гахерис стижу у замак где виде убијеног пса. У бесу, Гавејн јури на јелена у дворишту замка и убија га, верујући да је пас умро зато што је јурио јелена.
Госпа из замка је потресена због смрти јелена, па господар замка, сер Абламор, изазива Гавејна на борбу. Гавејн побеђује Абламора, али га не убија. Због тога што му је показао милост, Абламор позива Гавејна да вечера у његовом замку и објашњава низ необичних догађаја. Неко време раније, Абламорова снаја је ишла у јахање са Абламоровом супругом када су среле једну жену – чаробницу Вивијен. Вивијен је двема женама дала пса и јелена. Та два створења изазвала су сукоб између сер Абламора и његовог брата.
Током поворке, Абламор је видео пса како јури јелена своје жене и веома се разбеснео. Када је видео свог брата и снају, Абламор је закључио да је јурњава за јеленом била намерна, ударио је брата и заробио снају. Гавејн се враћа на двор краља Артура и прича му о овим догађајима.
Ускоро након тога, краљ Артур креће у потрагу за авантурама. Артур и његов штитоноша се изгубе у шуми и траже уточиште у једном замку. Тамо упознају остарелог витеза који изазива краља Артура да виде ко може преживети сечење главе. Артур први задаје ударац, али стари витез преживи. Он каже да ће поштедети Артуров живот ако након годину дана и једног дана Артур дође и одговори на загонетку коју му је задао.
После годину дана, током којих је краљ Артур узалуд покушавао да разреши загонетку, он ипак одлучује да испуни своје обећање. На путу среће старицу која обећава да ће му рећи одговор на загонетку под условом да јој допусти да се уда за једног витеза из његовог двора. Краљ Артур пристаје на овај услов и побеђује старог витеза. Да би испунио обећање, Артур доводи старицу на свој двор и дозвољава јој да изабере једног витеза за мужа. Она бира сер Гавејна, што разочара витеза. Након што се венчају, жена тестира Гавејна. Када он докаже да је достојан витез, она се открива као Госпа од Језера.

## Пријем
Џули Нелсон Кауч, у чланку „Хауард Пајл и његова прича о краљу Артуру и његовим витезовима и буржоаски млади читалац”, пише о томе како Пајлова употреба друштвеног статуса и пола одржава одређене аспекте средњовековне књижевности, као и буржоаског друштва. Она истиче Пајлову употребу позитивних особина, као што су храброст и моралност, и њихову везу са ликовима високог друштвеног положаја. Она такође анализира Пајлов стил и језик, и како се одређени термини користе да привуку младе мушкарце из средње класе као читалачку публику.
Уместо да једноставно преприча приче које су написали Сидни Ланијер, Алфред Тенисон и сер Томас Малори, Пајл је створио нове верзије артуријанских прича, укључујући различите авантуре и користећи своју машту да обогати заплете. Пајлова прича о Артуру „[користила је] текст и илустрације које се међусобно допуњују... у представљању природних описа”. Хелмут Никел, у свом есеју „Оруђе и оклоп у артуријанским филмовима”, назвао је Пајлове илустрације „славним” и достојним да буду инспирација за сваки артуријански филм.